# 法勒唐
法勒唐（法語：Falletans，法語發音：[faltɑ̃]）是法国汝拉省的一个市镇，位于该省北部，属于多勒区。

## 地理
法勒唐（47°6'10"N, 5°33'45"E）面积24.35 平方千米，位于法国勃艮第-弗朗什-孔泰大區汝拉省，该省份为法国东部内陆省份，北起上索恩省，西北接科多尔省，西临索恩-卢瓦尔省，南至安省，东与杜省和瑞士接壤。
与法勒唐接壤的市镇（或旧市镇、城区）包括：欧日朗、巴沃朗、贝尔蒙、布勒旺、多勒、埃克朗-讷农、拉卢瓦、罗什福尔叙讷农。

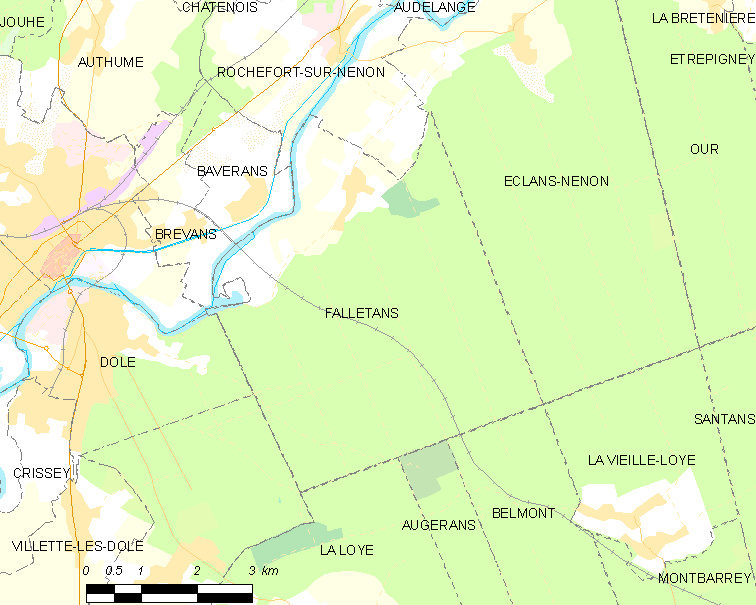
法勒唐的OSM定位图

法勒唐的时区为UTC+01:00、UTC+02:00（夏令时）。

## 行政
法勒唐的邮政编码为39700，INSEE市镇编码为39220。

## 政治
法勒唐所属的省级选区为欧蒂姆县。

## 人口

1962-2008年间法勒唐人口变化图示

法勒唐于2022年1月1日时的人口数量为399人。